# Brendan Sexton III
Brendan Eugene Sexton III (Staten Island, 21 februari 1980) is een Amerikaans acteur. Hij werd in 1997 genomineerd voor de Independent Spirit Award voor beste filmdebuut voor zijn rol als Brandon McCarthy in Welcome to the Dollhouse. Sindsdien speelde hij in meer dan dertig andere films. Tot zijn meest omvangrijke rollen horen die in onder meer Hurricane (1997), Desert Blue (1998) en Winter of Frozen Dreams (2009).

## Filmografie
*Exclusief televisiefilms
| - Don't Breathe 2 (2021) - El Camino: A Breaking Bad Movie (2019) - New Money (2017) - Thee Billboards Outside Ebbing, Missouri (2017) - A Trip at a Wedding (2016) - Juke Box Hero (2015) - Dark (2015) - Addicition: A 60's Love Story (2015) - Welcome to Happiness (2015) - Beautiful Girl (2014) - 10 Cent Pistol (2014) - Glass Chin (2014) - 7E (2013) - The Odd Way Home (2013) - The Truth (2010) - The Runaways (2010) - Everybody's Fine (2009) - Winter of Frozen Dreams (2009) - The Messenger (2009) - In My Pocket (2009) - Bohica (2008) - The Marconi Bros. (2008) - Let Them Chirp Awhile (2007) | - Neal Cassady (2007) - Si j'étais toi (2007) - The Girl in the Park (2007) - Little Fugitive (2006) - Just Like the Son (2006) - Hide and Seek (2005) - Love, Ludlow (2005) - This Revolution (2005) - Winter Solstice (2004) - Black Hawk Down (2001) - Session 9 (2001) - Muse 6 (2000) - Boys Don't Cry (1999) - Desert Blue (1998) - Pecker (1998) - Spark (1998) - Myth America (1998) - A, B, C... Manhattan (1997) - Hurricane (1997) - Arresting Gena (1997) - The Devil & the Angel (1997) - Empire Records (1995) - Welcome to the Dollhouse (1995) |

- Bibsys: 5007672
- Gemeinsame Normdatei: 141535946
- International Standard Name Identifier: 0000 0003 8282 2122
- Library of Congress Control Number: no97053344
- Nationale Bibliotheek van Israël: 987007460043605171
- Nationale Bibliotheek van Polen: a0000001771444
- SNAC: w64b32cd
- Virtual International Authority File: 266712576
- WorldCat: E39PBJkhJ7tGCBfdrPcX8pMwYP